# Macchia di Tatti - Berignone
Macchia di Tatti - Berignone este o arie protejată (arie specială de conservare — SAC, sit de importanță comunitară — SCI, arie de protecție specială avifaunistică — SPA) din Italia întinsă pe o suprafață de 2.489 ha, integral pe uscat.

## Localizare
Centrul sitului Macchia di Tatti - Berignone este situat la coordonatele 43°20′07″N 10°56′05″E / 43.335278°N 10.934722°E.

## Înființare
Situl Macchia di Tatti - Berignone a fost declarat sit de importanță comunitară în iunie 1995 pentru a proteja 11 specii de animale. Alte tipuri de protecție:
- arie de protecție specială avifaunistică (în martie 2004)[2]
- arie specială de conservare (în mai 2016)[1][3][4]

## Biodiversitate
Situată în ecoregiunea mediteraneană, aria protejată conține 7 habitate naturale: Galerii de Salix alba și de Populus alba, Matorral arborescenți cu Juniperus spp., Păduri panonice-balcanice de stejar turcesc - stejar sesil, Pajiști carstice calcaroase sau bazofile, de Alysso-Sedion albi, Păduri ilirice de stejar și carpen (Erythronio-Carpinion), Râuri cu maluri nămoloase cu vegetație de Chenopodion rubri p.p. și Bidention p.p., Păduri de Quercus ilex și Quercus rotundifolia.
La baza desemnării sitului se află mai multe specii protejate:
- păsări (10): uliu porumbar (Accipiter gentilis), caprimulg (Caprimulgus europaeus), șerpar (Circaetus gallicus), dumbrăveancă (Coracias garrulus), șoim călător (Falco peregrinus), vânturel roșu (Falco tinnunculus), sfrâncioc roșiatic (Lanius collurio), ciocârlie de pădure (Lullula arborea), ciuf-pitic (Otus scops), viespar (Pernis apivorus)
- mamifere (1): lupul (Canis lupus)

Pe lângă speciile protejate, pe teritoriul sitului au mai fost identificate 6 specii de plante, 1 specie de păsări, 1 specie de mamifere, 1 specie de reptile.